# Retorno de Saturno
Em astrologia, um retorno de Saturno é um trânsito astrológico que ocorre quando o planeta Saturno retorna ao mesmo local do céu que ocupava no momento do nascimento da pessoa. Ao passo que o planeta pode não alcançar o ponto exato até que a pessoa tenha 29-30 anos, a influência do retorno de Saturno é considerada iniciar-se no fim dos 20 anos das pessoas, notavelmente à idade de 27.
Psicologicamente, o primeiro retorno de Saturno é visto como o tempo de alcançar a vida adulta plena, e encarar-se, talvez pela primeira vez, com desafios e responsabilidades adultas. O retorno de Saturno corresponde as voltas do astro no Céu, que demora cerca de 28 anos para completar sua volta. A  cada sete anos temos aspectos fortes desse retorno de Saturno, enquanto o astro no céu transita o mesmo ponto em que encontrava em seu mapa no dia do nascimento, isso em torno de 28 a 28 anos.